# Kaarlo Castrén
Kaarlo Castrén (28 tháng 2 năm 1860 – 19 tháng 11 năm 1938) là chính trị gia và Thủ tướng Phần Lan. Ông đại diện cho Đảng Tiến bộ Quốc gia.
Castrén sinh tại Turtola và tốt nghiệp năm 1887 với tư cách Cử nhân Luật. Từ năm 1888 đến năm 1892, ông làm việc trong bộ phận tài chính của Thượng viện Phần Lan, và từ năm 1888 đến năm 1898 trong văn phòng luật sư đại diện Castrén & Snellman.
Từ năm 1892 đến năm 1904, Castrén là thành viên hội đồng ngân hàng Kansallis-Osake-Pankki. Ông được chú tâm trong các cuộc họp hội đồng quốc gia năm 1894 và từ năm 1905 đến năm 1906. Ông là Thượng nghị sĩ từ năm 1908 đến năm 1909, sau khi ông thành lập văn phòng luật sư đại diện. Năm 1916, Castrén được bầu làm Giám đốc Kansallis-Osake-Pankki.
Tháng 11 năm 1918, Castrén được bổ nhiệm làm Bộ trưởng Tài chính. Ông giữ chức Thủ tướng Phần Lan từ 17 tháng 4 đến 15 tháng 8 năm 1919. Chính phủ của ông đề nghị thành lập nền cộng hoà ở Phần Lan, và sau đó đề nghị được chấp thuận, chính phủ giải tán.
Castrén mất tại Helsinki.